# Christian Franke-Langmach

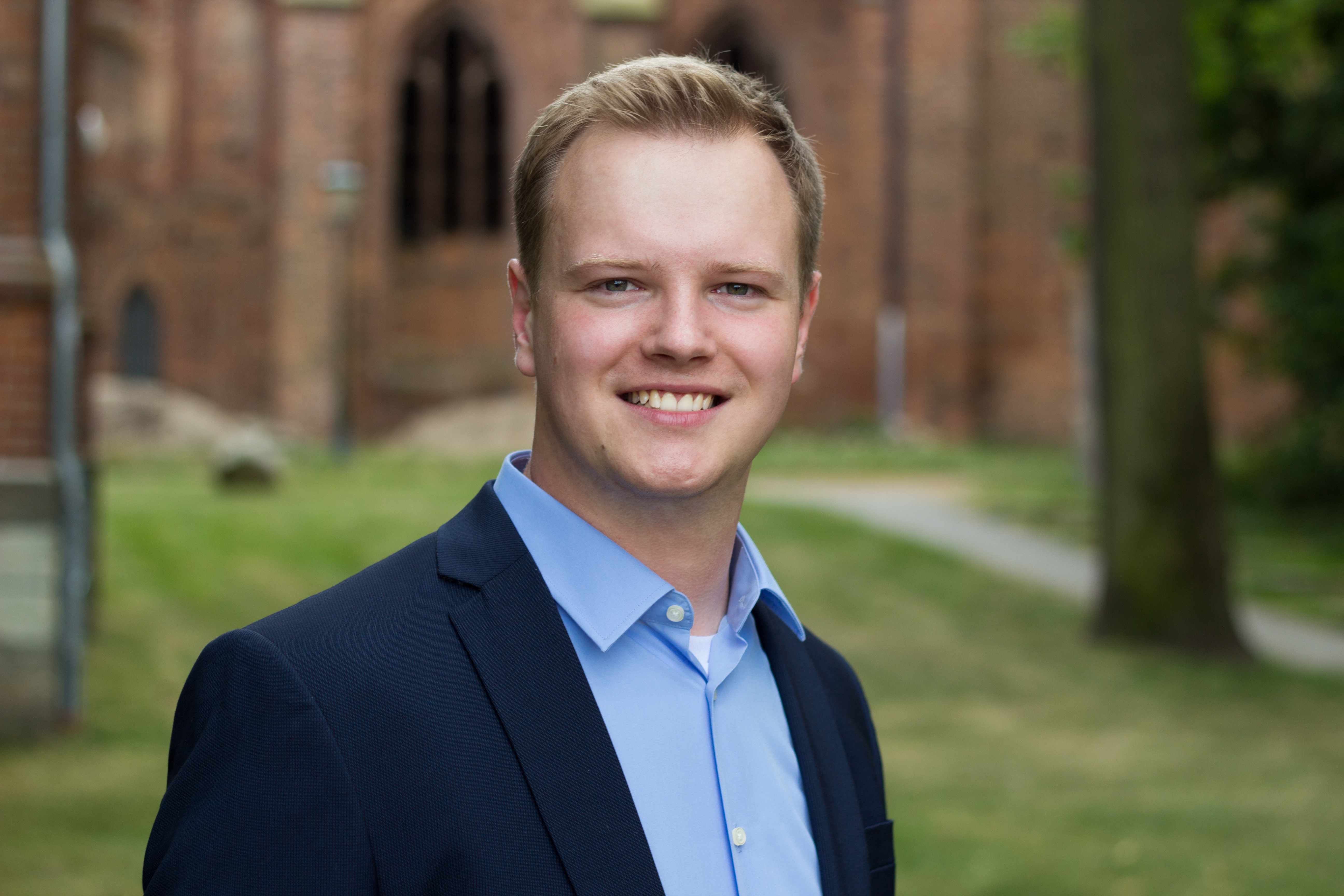
Christian Franke-Langmach (2016)

Christian Franke-Langmach (* 24. Juni 1992 in Magdeburg als Christian Franke) ist ein deutscher Politiker (Bündnis 90/Die Grünen). Von Juni 2016 bis Juni 2018 war er zusammen mit Susan Sziborra-Seidlitz Landesvorsitzender von Bündnis 90/Die Grünen Sachsen-Anhalt.

## Leben und Beruf
Christian Franke-Langmach ist in der Altmark im Norden von Sachsen-Anhalt aufgewachsen. Nach dem Abitur in Salzwedel 2011 studierte er an der Martin-Luther-Universität Halle-Wittenberg Politikwissenschaft und Wirtschaftswissenschaft. 2015 arbeitete er für Rebecca Harms, die Vorsitzende der Grünen/EFA im Europäischen Parlament. Von 2016 bis 2018 war er hauptamtlich als Landesvorsitzender von Bündnis 90/Die Grünen in Sachsen-Anhalt tätig.
2018 kündigte er eine vorübergehende Auszeit von der Berufspolitik an, um sich mehr seiner Familie und seiner beruflichen Laufbahn widmen zu können:

„Ich habe einen großen Respekt vor der Arbeit, die unsere Landtagsabgeordneten leisten, und vor dem zeitlichen Aufwand, der damit verbunden ist. Auch als Landesvorsitzender habe ich diese Erfahrungen gemacht. Und ich sehe auch, welche persönlichen Entbehrungen für die Familie und einen selbst mit dieser Arbeit einhergehen. Es ist deshalb für mich in meiner jetzigen Lebensphase keine Option, den Weg der Berufspolitik ununterbrochen weiterzugehen.“

Im gleichen Jahr heiratete er seinen Mann Robert Langmach.

## Politische Laufbahn
Erste politische Erfahrungen sammelte Christian Franke-Langmach 2008 im Jugendstadtrat von Salzwedel. Während seiner Schulzeit war er Kreisschülersprecher des Altmarkkreises Salzwedel und Mitglied im Landesschülerrat Sachsen-Anhalt. 2008 gründete er eine Ortsgruppe der Grünen Jugend, der Jugendorganisation von Bündnis 90/Die Grünen, in Salzwedel. Die Gruppe engagierte sich vor allem gegen Massentierhaltung. Dem Vorstand des Landesverbandes von Sachsen-Anhalt gehörte er von 2009 bis 2010 als Beisitzer und wieder von 2011 bis 2013 als Schatzmeister an. Während dieser Zeit kümmerte er sich vor allem um organisatorische Herausforderungen und die Finanzsituation des Jugendverbandes.
Bündnis 90/Die Grünen trat Christian Franke-Langmach 2009 bei und wurde im gleichen Jahr zum als Fachpolitischen Sprecher für Lesben- und SchwulenPolitik gewählt. Seit 2011 ist er Sprecher der Landesfachgruppe „QueerGrün Sachsen-Anhalt“, die sich ebenfalls mit den Belangen von LSBTI (Lesben, Schwule, Bisexuelle, Trans* und Inter*) befasst.
Bei der Landtagswahl 2011 kandidierte er im Wahlkreis 1 (Salzwedel) und auf Platz 18 der Landesliste. Er war der jüngste Kandidat aller Parteien in Sachsen-Anhalt. Die Grünen zogen mit 7,1 Prozent in den Landtag von Sachsen-Anhalt ein. Im Wahlkreis von Christian Franke-Langmach bekamen Bündnis 90/Die Grünen mit 7,7 Prozent trotz der sonst schwächeren Ergebnisse in ländlichen Regionen ein besseres Zweitstimmen-Ergebnis als im Gesamtergebnis.
Von 2012 bis 2016 war er Sprecher des Kreisverbandes Altmarkkreis Salzwedel von Bündnis 90/Die Grünen. Seit Juli 2016 gehört er dem Kreisvorstand als Beisitzer an.
Christian Franke-Langmach war 2013 Kandidat für die Wahl zum 18. Deutschen Bundestag. Er kandidierte im Wahlkreis 66 (Altmark) und auf Platz 6 der Landesliste von Bündnis 90/Die Grünen. Bei der Landtagswahl am 13. März 2016 kandidierte er erneut im Wahlkreis 1 (Salzwedel) und auch auf Listenplatz 10 der Landesliste. Da die Grünen mit nur 5,2 Prozent in den Landtag einzogen, wurde er selbst nicht mandatiert.
Er ist u. a. Mitglied der „Bürgerinitiative gegen das Steinkohlekraftwerk Arneburg“, der „Bürgerinitiative gegen das CO2-Endlager Altmark“, des Bundes für Umwelt und Naturschutz Deutschland und des Lesben- und Schwulenverbandes in Deutschland.

### Stadtrat der Hansestadt Salzwedel
Seit der Kommunalwahl 2014 ist Christian Franke-Langmach Stadtrat in der Hansestadt Salzwedel. Er gehört der Fraktion Grüne/Bürgerbund an und ist dort für Soziales, Bildung, Finanzen und Wirtschaftsförderung zuständig. Im Nachgang der Bürgermeisterwahl 2015 deckte er Wahlpannen auf, woraufhin der Stadtrat die teilweise Ungültigkeit der Stichwahl feststellte. Er kämpft gegen die Privatisierung des Stadtwaldes „Bürgerholz“ am Grünen Band.

### Landesvorsitzender von BÜNDNIS 90/DIE GRÜNEN Sachsen-Anhalt
Am 18. Juni 2016 wurde er mit über 80 Prozent der Stimmen der Parteitags-Delegierten als Nachfolger von Sebastian Lüdecke zum neuen Landesvorsitzenden der Grünen in Sachsen-Anhalt gewählt. Gemeinsam mit der Krankenschwester Susan Sziborra-Seidlitz bildet er die neue Doppelspitze der Partei. Nach seiner Wahl bezog er deutlich Stellung gegen die AfD. Durch die gemeinsame Regierung aus CDU, SPD und Grünen in Sachsen-Anhalt war Christian Franke-Langmach als Parteivorsitzender auch Mitglied des Koalitionsausschusses und somit an der Gesetzgebung des Landes Sachsen-Anhalt beteiligt. Er setzte sich vor allem für eine politische Aufwertung der Ländlichen Räume und eine tolerante und offene Gesellschaft ein.